# Адамова гора
Адамова гора (пољ. Adamowa Góra) је село у Пољској које се налази у војводству Мазовском у повјату Сохачевском у општини Млођешин.
Од 1975. до 1998. године ово насеље се налазило у Скјерњевицком војводству.